# 品他病
品他病是一种由螺旋體門密螺旋體屬引起的人类皮膚病。该疾病在墨西哥、中美洲和南美洲地区比較流行。品他病通过皮肤接触來传播。品他病的潜伏期为两到三周，潜伏期過後患者的皮膚会产生一个隆起的丘疹，而且會逐渐增大。病变通常出现在手臂和腿部等部位。该病不會危及内脏、骨骼及神经系统。